# Chloroclystis rubroferrata
Chloroclystis rubroferrata är en fjärilsart som beskrevs av Walker 1862. Chloroclystis rubroferrata ingår i släktet Chloroclystis och familjen mätare. Inga underarter finns listade i Catalogue of Life.